# 다이라노 가네모리
다이라노 가네모리(일본어: 平兼盛 타이라노 카네모리[*], 생년 미상 ~ 991년)는 일본 헤이안 시대의 공가(公家), 시인이다.

## 와카
```
숨기려 해도 얼굴에 묻어나는 님 향한 사랑 내 마음도 모른 채 걱정하는 사람들
忍ぶれど色に出でにけりわが恋はものや思ふと人の問ふまで
```